# Чинамека (вулкан)
Чинаме́ка (ісп. Chinameca) — стратовулкан, розташований у східній частині Сальвадору. Вулкан лежить на північ від вулкана Сан-Мігель та здіймається над однойменним містечком. На вершині — двокілометрова кальдера, відома як Laguna Seca el Pacayal. Фумароли розташовані на північному боці.